# Marchbanks Speedway
Der Marchbanks Speedway, auch Hanford Motor Speedway, war eine Motorsport-Rennstrecke im San Joaquin Valley in der Nähe von Hanford im US-Bundesstaat Kalifornien.

## Geschichte
Die Rennstrecke wurde von einem Bauern namens  B. L. Marchbanks gebaut, welcher ursprünglich plante eine Pferderennbahn zu eröffnen und diese nach sich selbst benannte. 1950 wurden erste Pferderennen dort ausgetragen, ab 1951 konzentrierte sich Marchbanks auf Automobilrennen. Mit der Expansion in den Anfangsjahren der NASCAR wurde B. L. Marchbanks zum Partner von NASCAR-Gründer Bill France sr., welcher in dem Marchbanks Speedway einen Austragungsort seiner Rennen sah. 1951 veranstaltete die Grand National Series dort das erste Rennen, zwei weitere fanden 1960 und 1961 statt.
In den 1960er-Jahren wurden auf der Strecke weitere Champ-Car-Rennen ausgetragen, 1969 forderte die Rennserie Renovierungen an der Strecke, was die Besitzer ablehnten. Der Speedway wurde ein Jahr später geschlossen.

## Die Strecke
Bei der ursprünglichen Rennstrecke handelte es sich um einen Dirttrack, welcher später asphaltiert wurde. Sie konnte in verschiedenen Layouts gefahren werden, am Bekanntesten war dabei der große Tri-Oval.
Im Infield der Strecke befand sich ein See, welcher für Bootsrennen genutzt wurde.